# بندرتبن
بندرتبن هي قرية صغيرة بلدة كوشكنار في محافظة هرمزغان في جنوب إيران. قريبة جدا من الخليج على بعد نحو 200 م من البحر وعلى ارتفاع 5 أمتار وفق مستوى سطح البحر. عدد سكانها 65 نسمة ومعظمهم من الصيادين.